# 5000 Volts
5000 Volts var en brittisk discogrupp aktiv i mitten av 1970-talet, mest känd för att den blev avstamp för Tina Charles karriär. Gruppen hade ett flertal singelhits, som I'm On Fire och Doctor Kiss-Kiss. 
Tina Charles och Martin Jay återförenades 2012 och spelade in albumet Reunited som bestod av tidigare 5000 Volts-hits och kända klassiker.

## Medlemmar
- Tony Eyers (f. 29 augusti 1947 i Köbenhavn, Danmark) - gitarr
- Martin Jay (f. 27 juli 1953 i London) - gitarr
- Tina Charles (f. 10 mars 1954 i London) - sång
- Linda Kelly - sång
- Kevin Wells - slagverk
- Martin Cohen - bas
- Mike Nelson - keyboard

## Diskografi
Album
- 5000 Volts (1976)
- Reunited (2012)

Singlar
- Fly Away / Susanna In The Summer (1974)
- Bye Love / I'm On Fire (1975)
- I'm On Fire / Still On Fire (1975)
- Bye Love / Look Out I'm Coming (1976)
- Motion Man / Bye Love (1976)
- Doctor Kiss Kiss / Thunderfire (1976)
- Look Out I'm Coming / One Stop Baby (1976)
- Take Me Back / Come Hear The Music (1977)
- (Walkin' On A) Love Cloud / The Late Late Show (1977)
- Can't Stop Myself From Loving You / You're Lookin' Good (1977)